# Hồ Lugano
Hồ Lugano (tiếng Ý: Lago di Lugano hay Ceresio, từ Ceresius Lacus) là một hồ băng hà nằm ở biên giới thuộc phía Nam Thụy Sĩ và Bắc Ý. Hồ được đặt tên theo thành phố Lugano, thành phố lớn thứ 9 của Thụy Sĩ về dân số và là thành phố nói tiếng Ý lớn nhất nằm ngoài nước Ý. Hồ Lugano tọa lạc giữa hồ Como và hồ Maggiore.